# Universidade de Joensuu

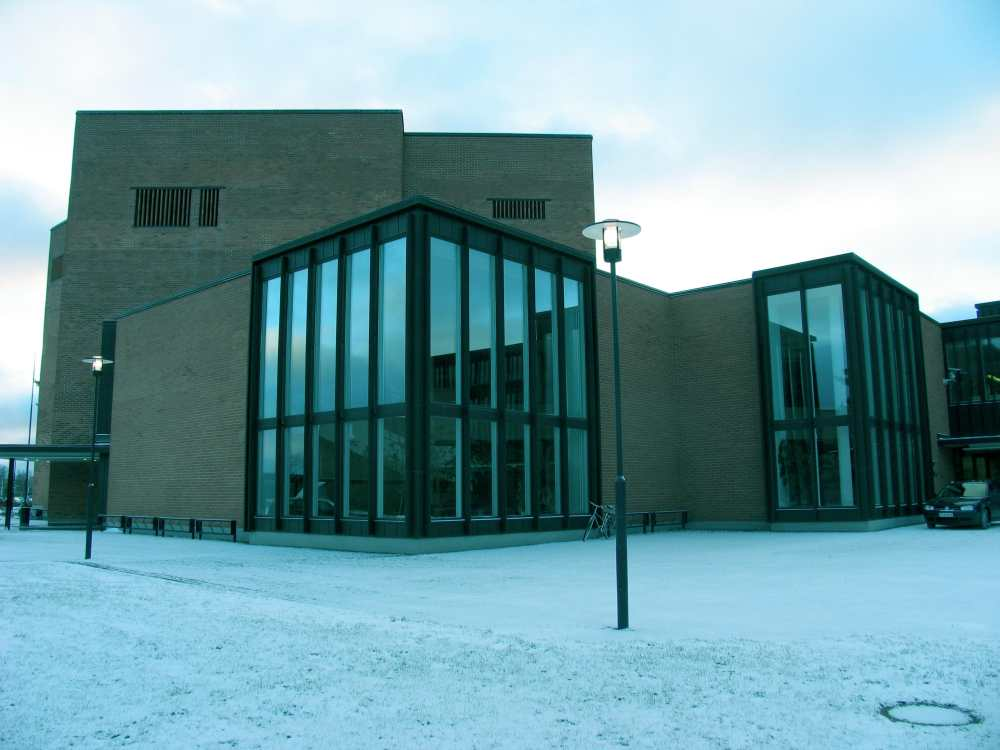
Universidade de Joensuu

A Universidade de Joensuu foi uma instituição de ensino superior finlandesa situada na cidade de Joensuu, fundada em 1969. A universidade conta também com um campus na cidade de Savonlinna. Em 2010, foi fusionada com a Universidade de Kuopio para formar a Universidade da Finlândia Oriental. Cerca de 8.300 estudantes estavam envolvidos. A universidade pertenecia à rede das universidades europeias, Campus Europae. O reitor da universidade era Perttu Vartiainen.
A universidade era especializada sobretudo em educação, floresta e ambiente, óptica, novos materiais, tecnologia informática e fronteira e Rússia. 
A universidade oferecia oito campos do ensino superior:
- Pedagogia
- Ciências humanas
- Ciências naturais
- Ciências sociais
- Economia
- Ciências florestais
- Teologia
- Psicologia

## Véase também
- Jardim Botânico da Universidade de Joensuu